# Volzana
Volzana (in sloveno Volče; in tedesco Woltschach, desueto; in friulano Volçane) è una località situata in territorio sloveno nei pressi del fiume Isonzo a pochi chilometri da Tolmino. La località è sovrastata dal monte Colovrat.
La chiesa parrocchiale dell'insediamento è dedicata a San Leonardo ed appartiene alla diocesi di Capodistria. Una seconda chiesa, costruita fuori dal villaggio, è dedicata al profeta Daniele
La località fu teatro di combattimenti nel corso della prima guerra mondiale fra truppe italiane, austro-ungariche e tedesche. In particolare alla vigilia della battaglia di Caporetto, secondo alcune fonti sembrerebbe che, nei pressi di questa località i comandi militari italiani, in particolare il generale Pietro Badoglio, avessero pianificato di organizzare, con il concorso della potente artiglieria disponibile sulle alture, una sorta di trappola per sorprendere e sconfiggere le truppe nemiche. I reparti dell'Esercito tedesco, impiegati in aiuto delle truppe austro-ungariche, invece nella giornata del 24 ottobre 1917 forzarono il passaggio e risalendo le sponde dell'Isonzo pervennero fino alla città di Caporetto determinando il collasso dell'intero fronte orientale italiano che fu costretto ad un ripiegamento lungo la linea del Piave. Le artiglierie italiane del generale Badoglio rimasero in gran parte inattive a causa difficoltà di comunicazione e della fitta nebbia che impedì la tempestiva individuazione delle truppe tedesche in avanzata nel fondo valle.
Comune catastale autonomo già in epoca asburgica, in seguito vennero aggregati ad esso anche i comuni catastali confinanti di Zighino e Cosarsca (Čiginj in Kozaršče), Rufhe/Rute e Sella (Sela/Sela).
Dal 1920 al 1947 fece parte del Regno d'Italia, inizialmente inquadrato come comune autonomo nella Provincia del Friuli, e poi nella Provincia di Gorizia da quando quest'ultima fu costituita nel 1927, comprendeva le frazioni di Cighini/Cighino (Čiginj), Selo/Sella di Volzana (Šelo/Sela pri Volčah), Cosarschie/Cosarsa (Kozaršče) e Rute (Volčanski Ruti). Fu comune autonomo fino al 1928 quando fu soppresso e aggregato a Tolmino; nel 1945 il Comune venne ricostituito. Passò poi alla Jugoslavia e quindi alla Slovenia.